# الكود (حجر)

'

تعديل مصدري - تعديل

الكود هي إحدى قرى عزلة الجول بمديرية حجر التابعة لمحافظة حضرموت، بلغ تعداد سكانها 527 نسمة حسب تعداد اليمن لعام 2004.